# Дума, Иван Кузьмич
Иван Кузьмич Дума — советский хозяйственный и государственный деятель, Герой Социалистического Труда.

## Биография
Родился в 1929 году в Изюмском районе Харьковской области. Член КПСС.
В 1944—1984 — прицепщик, тракторист, комбайнер Изюмской МТС, комбайнёр, наставник молодёжи колхоза «Чыстоводивськый» Изюмского района Харьковской области Украинской ССР.
Указом Президиума Верховного Совета СССР от 24 декабря 1976 года присвоено звание Героя Социалистического Труда с вручением ордена Ленина и золотой медали «Серп и Молот».
Делегат XXVI съезда КПСС.
С 1985 — персональный пенсионер союзного значения.
Жил в Изюмском районе.

## Награды и звания
- Герой Социалистического Труда (24.12.1976)
- Орден Ленина (08.04.1971, 24.12.1976)
- Орден Октябрьской Революции (08.12.1973)
- Орден Трудового Красного Знамени (19.04.1967)